# Meerschweinchenlähme
Die Meerschweinchenlähme ist eine, vermutlich infektiös bedingte, Entzündung des Gehirns, des Rückenmarks und der Hirnhäute (Meningoencephalomyelitis) bei Hausmeerschweinchen, die mit Lähmungserscheinungen einhergeht. Hauptsächlicher Manifestationsort ist die graue Substanz des Lendenteils des Rückenmarks.

## Erreger
Als Erreger werden verschiedene Viren vermutet, auch eine Beteiligung von Encephalitozoon cuniculi wird diskutiert. Die Ansteckung erfolgt peroral oder bereits im Mutterleib über die Plazenta. Die Inkubationszeit beträgt 9 bis 23 Tage.

## Klinisches Bild und Behandlung
Die Erkrankung beginnt mit Appetitlosigkeit, Atembeschwerden, Verschlechterung des Allgemeinzustands (struppiges Fell, Kauern) und Zuckungen der Hals-, Rücken- und Schultermuskeln. Im weiteren Verlauf nimmt der Tonus der Muskulatur immer weiter ab und es kommt zu Lähmungen, insbesondere der Hintergliedmaßen (Paraplegie). Der Tod tritt zumeist innerhalb von 2 bis 10 Tagen ein, selten kann sich die Krankheit auch über Wochen hinziehen.
Differentialdiagnostisch müssen Rückenmarkstraumen, Rückenmarks- oder Hirntumoren, Meningitis, Hirnabszesse, Toxoplasmose, Schlaganfall, Bleivergiftung, Organophosphatvergiftung, Botulismus und Vitamin-C-Mangel ausgeschlossen werden. Vor allem die Kombination von Vitamin-C- und -E-Mangel führt beim Meerschweinchen relativ schnell zu Schäden im Hirnstamm und im Rückenmark mit rasch zunehmenden Lähmungen.
Eine spezifische Therapie ist nicht möglich, die Prognose sehr schlecht. Im Frühstadium sollen Vitamingaben die Krankheit positiv beeinflussen.